# Vuelo 8460 de Lufthansa Cargo
El vuelo 8460 de Lufthansa Cargo era un vuelo de carga internacional que se estrelló al aterrizar en Riad, Arabia Saudita, el 27 de julio de 2010. Ambos miembros de la tripulación, las únicas personas a bordo, resultaron heridos pero sobrevivieron.

## Accidente
El vuelo 8460 fue un vuelo de carga programado internacional desde Fráncfort del Meno, Alemania, a Hong Kong vía Riad, Arabia Saudita, y Sharjah, Emiratos Árabes Unidos.El vuelo de Fráncfort del Meno a Riad transcurrió sin incidentes y las condiciones meteorológicas en Riad eran buenas, con suficiente visibilidad.
Al llegar al Aeropuerto Internacional Rey Khalid de Riad, el avión aterrizó con fuerza, rebotó repetidamente y finalmente se desintegró y se salió de la pista. Tanto el capitán, de 39 años, como el primer oficial, de 29 años, lograron evacuar el avión utilizando el tobogán de emergencia, pero resultaron heridos. Tras el accidente, un incendio consumió la sección central del avión antes de que los servicios de emergencia del aeropuerto lo controlaran.

## Aeronave

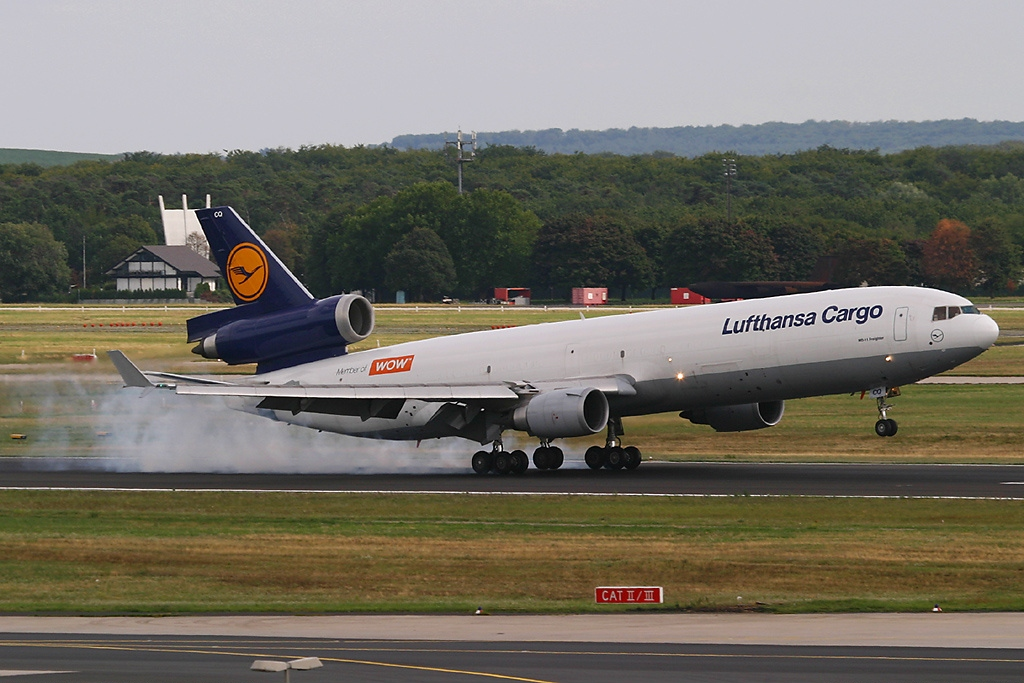
D-ALCQ, la aeronave involucrada, fotografiada en agosto de 2005.

El avión involucrado en el accidente fue un McDonnell Douglas MD-11 matriculado como D-ALCQ,MSN 48431, número de línea 534. El avión fue entregado a Alitalia en 1993 como I-DUPB y luego fue convertido en un avión de carga en 2004.En el momento del accidente, el D-ALCQ había completado 10.073 ciclos y acumulado 73.247 horas de fuselaje. Además, estaba equipado con tres motores General Electric CF6-80C2D1F.

## Investigación
La Autoridad General de Aviación Civil abrió una investigación sobre el accidente. El informe final determinó que la causa del accidente fue un aterrizaje demasiado brusco del avión, lo que provocó que rebotara en la pista. La tripulación no se percató del rebote y reaccionó de forma que el avión rebotara aún más. El tercer y último aterrizaje fue tan brusco que provocó la ruptura del fuselaje trasero.
Antes de este accidente, hubo otros 29 aterrizajes bruscos con rebotes o severos con aviones MD-11 que causaron daños sustanciales.El año anterior se había producido un accidente similar en el vuelo 80 de FedEx Express, en el que ambos miembros de la tripulación murieron en un aterrizaje rebotado.
Se sabía que a las tripulaciones de vuelo les resultaba difícil detectar los aterrizajes rebotados del MD-11.El informe final hizo varias recomendaciones para mejorar la capacitación, los procedimientos y los instrumentos de vuelo para ayudar a las tripulaciones a lidiar con los aterrizajes rebotados.